# Fantastyka-Przygoda
„Fantastyka-Przygoda” – seria książek z gatunku fantastyki naukowej Wydawnictwa „Iskry” ukazująca się od 1966 do 1994. W serii ukazały się 122 pozycje, w tym 13 wznowień. Przeciętny nakład wynosił 30 tysięcy egzemplarzy. Seria początkowo nie miała redaktora prowadzącego, po pewnym czasie został nim Lech Jęczmyk, któremu przypisuje się powstanie serii. Ostatnim redaktorem serii był Mirosław Kowalski.
Serie wydawnicze „Iskier”, czyli właśnie „Fantastyka-Przygoda” oraz cykl antologii Kroki w nieznane, (a później: seria „Z kosmonautą” – S.W. „Czytelnik”, „Fantastyka i Groza” – Wydawnictwa Literackiego, „Stało się jutro” – IW „Nasza Księgarnia” i „Fantazja–Przygoda–Rozrywka” – KAW) przez wiele lat były w Polsce głównym źródłem literatury zwanej fantastyką naukową. W tym gatunku wydawnictwo Iskry opublikowało również dwa cykle niedużych objętościowo Zeszytów fantastyczno-naukowych.

## Oprawa graficzna
Oprawa graficzna serii była uznawana za "przyzwoitą". Seria w ciągu 30 lat kilkakrotnie zmieniała format i szatę graficzną. W 1974, po ukazaniu się 26 tytułów, zmieniono format i dotychczasowy projekt okładki. Następne zmiany w szacie graficznej wprowadzone zostały od 1979 (ale Sny szybkie z 1979 miały okładkę według „starego” wzoru). Kolejną innowację wprowadzono w 1982 – zbiór opowiadań pt. Kosmodrom miał już zmieniony i format, i okładkę. W 1988 Opus na trzy pociski i następne książki znów wyglądają inaczej niż poprzednio wydane (wyjątek: Długa podróż „Ikara”). Z okładek książek wydanych w 1992 znika znak graficzny, który towarzyszył serii od początku, a na książkach Zelazny’ego z roku 1993 nie pojawił się nawet napis „Fantastyka-Przygoda”.

## Odbiór
Już w 1979 r. seria została opisana jako ciesząca się "olbrzymim powodzeniem", a po latach, jako ciesząca się "wielką popularnością" i "ogromnie poszukiwana przez młodzież". Marek Oramus pisze o niej jako o najstarszej polskiej serii s-f, grupującej książki o „bardzo różnym poziomie”, które niemniej „można darzyć zaufaniem”. 

## Pozycje
Na początku serii dbano o zachowanie równowagi pomiędzy autorami wschodnimi i zachodnimi. Publikowano utwory niedawno napisane, co dawało serii styl „nowości”, pozycje starsze wydawano w serii „Klasyka Fantastyki”.

## Wykaz opublikowanych pozycji w ujęciu tabelarycznym (niepełny)
| Lp                  | Tytuł                                          | Autor                                            | Rok wydania | Język oryginału |
| ------------------- | ---------------------------------------------- | ------------------------------------------------ | ----------- | --------------- |
| 1. wersja okładkowa |                                                |                                                  |             |                 |
| 1                   | Zagadka liliowej planety (opowiadania)         | antologia                                        | 1966        | rosyjski        |
| 2                   | Kryształowy sześcian Wenus (opowiadania)       | antologia                                        | 1966        | angielski       |
| 3                   | Znak z kosmosu                                 | Aleksander Poleszczuk                            | 1966        | rosyjski        |
| 4                   | W pogoni za wężem morskim (opowiadania)        | antologia                                        | 1967        | rosyjski        |
| 5                   | Obłok Magellana                                | Stanisław Lem                                    | 1967        | polski          |
| 6                   | Pięciu na Deimosie                             | Władimir Michajłow                               | 1967        | rosyjski        |
| 7                   | Tajemnica ślepych ptaków (trylogia, cz.1)      | Ludvík Souček                                    | 1968        | czeski          |
| 8                   | Wakacje cyborga (opowiadania)                  | antologia                                        | 1968        | francuski       |
| 9                   | Mgławica Andromedy                             | Iwan Jefremow                                    | 1968        | rosyjski        |
| 10                  | Łowcy asteroidów                               | Carlos Rasch                                     | 1968        | niemiecki       |
| 11                  | Jeźdźcy znikąd                                 | Aleksander i Siergiej Abramowowie                | 1969        | rosyjski        |
| 12                  | Włókno Claperiusa (opowiadania)                | Konrad Fiałkowski                                | 1969        | polski          |
| 13                  | Koniec wieczności                              | Isaac Asimov                                     | 1969        | angielski       |
| 14                  | Znak jeźdźca (trylogia, cz. 2)                 | Ludvík Souček                                    | 1970        | czeski          |
| 15                  | Poniedziałek zaczyna się w sobotę              | Arkadij i Boris Strugaccy                        | 1970        | rosyjski        |
| 16                  | Przenicowany świat                             | Arkadij i Boris Strugaccy                        | 1971        | rosyjski        |
| 17                  | Kroniki marsjańskie (opowiadania)              | Ray Bradbury                                     | 1971        | angielski       |
| 18                  | Jezioro Słoneczne (trylogia, cz.3)             | Ludvík Souček                                    | 1972        | czeski          |
| 19                  | Misja międzyplanetarna                         | A.E. van Vogt                                    | 1972        | angielski       |
| 20                  | Dalekie szlaki                                 | Siergiej Sniegow                                 | 1972        | rosyjski        |
| 21                  | Kowboje oceanu                                 | Arthur C. Clarke                                 | 1972        | angielski       |
| 22                  | Strefy zerowe                                  | Bohdan Petecki                                   | 1972        | polski          |
| 23                  | Sprawa zabójstwa                               | Arkadij i Boris Strugaccy                        | 1973        | rosyjski        |
| 24                  | Człowiek w labiryncie                          | Robert Silverberg                                | 1973        | angielski       |
| 25                  | Trudno być bogiem; Drugi najazd Marsjan        | Arkadij i Boris Strugaccy                        | 1974        | rosyjski        |
| 26                  | Tylko cisza                                    | Bohdan Petecki                                   | 1974        | polski          |
| 2. wersja okładkowa |                                                |                                                  |             |                 |
| 27                  | Piknik na skraju drogi                         | Arkadij i Boris Strugaccy                        | 1974        | rosyjski        |
| 28                  | Komisarz Hard i błękitni ludzie                | Paweł Bagriak (pseud. zbiorowy)                  | 1974        | rosyjski        |
| 29                  | Dzień tryfidów                                 | John Wyndham                                     | 1975        | angielski       |
| 30                  | Koniec akcji „Arka”                            | Arkadij i Boris Strugaccy                        | 1975        | rosyjski        |
| 31                  | Kosmodrom (opowiadania, tom 1)                 | Konrad Fiałkowski                                | 1975        | polski          |
| 32                  | Próg nieśmiertelności                          | Krzysztof Boruń                                  | 1975        | polski          |
| 33                  | Przejście przez lustro (opowiadania)           | Janusz A. Zajdel                                 | 1975        | polski          |
| 34                  | Operacja Wieczność                             | Bohdan Petecki                                   | 1975        | polski          |
| 35                  | Poślizg (opowiadania)                          | Tadeusz Kozłowski                                | 1975        | polski          |
| 36                  | Kulista tajemnica                              | Wadim Szefner                                    | 1975        | rosyjski        |
| 37                  | Muzyka dla was, chłopcy (opowiadania)          | Adam Hollanek                                    | 1975        | polski          |
| 38                  | Non stop                                       | Brian W. Aldiss                                  | 1975        | angielski       |
| 39                  | Kosmodrom (opowiadania, tom 2)                 | Konrad Fiałkowski                                | 1976        | polski          |
| 40                  | Ludzie jak ludzie (opowiadania)                | Kirył Bułyczow                                   | 1976        | rosyjski        |
| 41                  | Jana Ciągwy władza nad materią (opowiadania)   | Zbigniew Dworak Roman Danak                      | 1977        | polski          |
| 42/1                | Co to jest fantastyka naukowa? (eseje)         | Julij Kagarlicki                                 | 1977        | rosyjski        |
| 42/2                | Messier 13                                     | Bohdan Petecki                                   | 1977        | polski          |
| 43                  | Wojna światów                                  | Herbert George Wells                             | 1977        | angielski       |
| 44/1                | Eden                                           | Stanisław Lem                                    | 1977        | polski          |
| 44/2                | Dalekie szlaki (wyd. 2)                        | Siergiej Sniegow                                 | 1977        | rosyjski        |
| 45                  | Żuraw w garści; Kontakt                        | Kirył Bułyczow; Jarosław Gołowanow, Julij Gusman | 1977        | rosyjski        |
| 46/1                | K jak kosmos (opowiadania)                     | Ray Bradbury                                     | 1978        | angielski       |
| 46/2                | Kowboje oceanu (wyd. 2)                        | Arthur C. Clarke                                 | 1978        | angielski       |
| 47                  | Kogga z czarnego słońca                        | Bohdan Petecki                                   | 1978        | polski          |
| 48                  | Sny szybkie                                    | Zinowij Juriew                                   | 1979        | rosyjski        |
| 3. wersja okładkowa |                                                |                                                  |             |                 |
| 49                  | Próba inwazji                                  | Czesław Białczyński                              | 1979        | polski          |
| 50                  | Ekspedycja mikro                               | Alexander Kröger                                 | 1979        | niemiecki       |
| 51                  | Homo divisus                                   | Konrad Fiałkowski                                | 1979        | polski          |
| 52                  | Powtórka (opowiadania)                         | Stanisław Lem                                    | 1979        | polski          |
| 53                  | Planeta 412 bis                                | Jewgienij Gulakowski                             | 1979        | rosyjski        |
| 54                  | Katharsis                                      | Jacek Sawaszkiewicz                              | 1980        | polski          |
| 55                  | Opowieści o pilocie Pirxie (opowiadania)       | Stanisław Lem                                    | 1980        | polski          |
| 56                  | Wszystkie strony świata (opowiadania)          | Ursula K. Le Guin                                | 1980        | angielski       |
| 57                  | Wielkie dni łotrów (opowiadania)               | Rajmund Hanke                                    | 1980        | polski          |
| 58                  | Jeszcze trochę pożyć                           | Adam Hollanek                                    | 1980        | polski          |
| 59                  | Planeta małp                                   | Pierre Boulle                                    | 1980        | francuski       |
| 60                  | Wyprawa do gwiazd                              | A.E. van Vogt                                    | 1981        | angielski       |
| 61                  | Solaris                                        | Stanisław Lem                                    | 1982        | polski          |
| 62                  | Niezwyciężony                                  | Stanisław Lem                                    | 1982        | polski          |
| 4. wersja okładkowa |                                                |                                                  |             |                 |
| 63                  | Kosmodrom (opowiadania, t. 1-2)                | Konrad Fiałkowski                                | 1982        | polski          |
| 64                  | Wszystko dozwolone                             | Aleksander i Siergiej Abramow                    | 1982        | rosyjski        |
| 65                  | Zadanie                                        | Péter Zsoldos                                    | 1982        | węgierski       |
| 66                  | Limes inferior                                 | Janusz A. Zajdel                                 | 1982        | polski          |
| 67                  | Druga planeta słońca Ogg                       | Péter Lengyel                                    | 1982        | węgierski       |
| 68/1                | Retrogenetyka i inne opowiadania (opowiadania) | Kirył Bułyczow                                   | 1983        | rosyjski        |
| 68/2                | Strefy zerowe (wyd. 2)                         | Bohdan Petecki                                   | 1983        | polski          |
| 69                  | Miasto na Górze                                | Kirył Bułyczow                                   | 1983        | rosyjski        |
| 70                  | Cieplarnia                                     | Brian W. Aldiss                                  | 1983        | angielski       |
| 71                  | Kosmiczny kalejdoskop (opowiadania)            | Bob Shaw                                         | 1983        | angielski       |
| 72                  | Żuk w mrowisku                                 | Arkadij i Boris Strugaccy                        | 1983        | rosyjski        |
| 73                  | Pierwszy Ziemianin                             | Bohdan Petecki                                   | 1983        | polski          |
| 74                  | Miliard lat przed końcem świata                | Arkadij i Boris Strugaccy                        | 1984        | rosyjski        |
| 75                  | Trawa                                          | Constantin Cublesan                              | 1984        | rumuński        |
| 76                  | Paradyzja                                      | Janusz A. Zajdel                                 | 1984        | polski          |
| 77                  | Daimonion (opowiadania)                        | Andrzej Ziemiański                               | 1985        | polski          |
| 78                  | Diuna (2 tomy)                                 | Frank Herbert                                    | 1985        | angielski       |
| 79                  | Arsenał                                        | Marek Oramus                                     | 1985        | polski          |
| 80                  | Kto zastąpi człowieka? (opowiadania)           | Brian W. Aldiss                                  | 1985        | angielski       |
| 81                  | Zagubiona przyszłość (trylogia, cz. 1)         | Krzysztof Boruń, Andrzej Trepka                  | 1986        | polski          |
| 82/1                | Labirynt wyobraźni (opowiadania)               | Jerzy Grundkowski                                | 1986        | polski          |
| 82/2                | Tylko cisza (wyd. 2)                           | Bohdan Petecki                                   | 1986        | polski          |
| 83/1                | Tylko Ziemia (opowiadania)                     | Emma Popik                                       | 1986        | polski          |
| 83/2                | Kroniki marsjańskie (wyd. 2)                   | Ray Bradbury                                     | 1986        | angielski       |
| 84                  | Człowiek plus                                  | Frederik Pohl                                    | 1986        | angielski       |
| 85                  | Słuchacze                                      | James E. Gunn                                    | 1987        | angielski       |
|                     | Trzy dni tygrysa                               | Mirosław P. Jabłoński                            | 1987        | polski          |
|                     | Wojny urojone                                  | Andrzej Ziemiański                               | 1987        | polski          |
|                     | Milion nowych dni                              | Bob Shaw                                         | 1987        | angielski       |
|                     | Galaktyka (opowiadania, t. 1-2)                | antologia                                        | 1987        | rosyjski        |
|                     | Proxima (trylogia, cz. 2)                      | Krzysztof Boruń, Andrzej Trepka                  | 1987        | polski          |
|                     | Limes inferior (wyd. 2)                        | Janusz A. Zajdel                                 | 1987        | polski          |
|                     | Przenicowany świat (wyd. 2)                    | Arkadij i Boris Strugaccy                        | 1987        | rosyjski        |
|                     | Wojna światów (wyd. 2)                         | Herbert George Wells                             | 1987        | angielski       |
|                     | Kosmiczni bracia (trylogia, cz. 3)             | Krzysztof Boruń, Andrzej Trepka                  | 1988        | polski          |
|                     | A to mistyka! (opowiadania)                    | Grzegorz Babula                                  | 1988        | polski          |
|                     | Algorytm pustki                                | Ryszard Głowacki                                 | 1988        | polski          |
|                     | Długa podróż „Ikara”                           | Luben Diłow                                      | 1989        | bułgarski       |
|                     | Operacja Wieczność (wyd. 2)                    | Bohdan Petecki                                   | 1988        | polski          |
| 5. wersja okładkowa |                                                |                                                  |             |                 |
|                     | Opus na trzy pociski (opowiadania)             | Andrzej Zimniak                                  | 1988        | polski          |
|                     | Pielgrzymka na Ziemię (opowiadania)            | Robert Sheckley                                  | 1988        | angielski       |
|                     | Żuk w mrowisku (wyd. 2)                        | Arkadij i Boris Strugaccy                        | 1988        | rosyjski        |
|                     | Wiosna Helikonii                               | Brian W. Aldiss                                  | 1989        | angielski       |
|                     | Gwiazda (opowiadania)                          | Arthur C. Clarke                                 | 1989        | angielski       |
|                     | Fale tłumią wiatr                              | Arkadij i Boris Strugaccy                        | 1989        | rosyjski        |
|                     | Mord założycielski                             | Edmund Wnuk-Lipiński                             | 1989        | polski          |
|                     | Dziewięciu książąt Amberu; Karabiny Avalonu    | Roger Zelazny                                    | 1989        | angielski       |
|                     | Jasnowidzenia inżyniera Szarka                 | Krzysztof Boruń                                  | 1990        | polski          |
|                     | Dzień drogi do Meorii                          | Marek Oramus                                     | 1990        | polski          |
|                     | Czas Wodnika (opowiadania)                     | Mirosław P. Jabłoński                            | 1990        | polski          |
|                     | Na tropach jednorożca                          | Mike Resnick                                     | 1991        | angielski       |
|                     | Dzień tryfidów (wyd. 2, uzup.)                 | John Wyndham                                     | 1991        | angielski       |
|                     | Koniec wieczności (wyd. 2)                     | Isaac Asimov                                     | 1991        | angielski       |
|                     | Lato Helikonii                                 | Brian W. Aldiss                                  | 1992        | angielski       |
|                     | Zima Helikonii                                 | Brian W. Aldiss                                  | 1992        | angielski       |
|                     | Śmierć trawy                                   | John Christopher                                 | 1992        | angielski       |
|                     | Znak Jednorożca                                | Roger Zelazny                                    | 1993        | angielski       |
|                     | Krew Amberu                                    | Roger Zelazny                                    | 1994        | angielski       |